# Сельбурунське водосховище
Сельбуру́нське водосхо́вище — штучне водосховище, створене на річці Обішур, в межах Таджикистану.
Водосховище створене на західній околиці села Окджар для зрошування навколишніх земель. На півдні знаходиться село Гульабад.
| Таджикистан | Це незавершена стаття з географії Таджикистану. Ви можете допомогти проєкту, виправивши або дописавши її. |